# Go D.J.
Go D.J. is een nummer van de Amerikaanse rapper Lil Wayne. Het nummer werd uitgebracht op 13 september 2004 door het platenlabel Cash Money en behaalde de 14e positie in de Billboard Hot 100.